# Telegrafenbeamter
Als Telegrafenbeamten bezeichnete man öffentlich Bedienstete, welche den Betrieb der Telegrafenanstalten gewährleisteten.
Für den Eintritt in den Beamtendienst der Telegrafie galten im Allgemeinen die gleichen Voraussetzungen wie im Postdienst (siehe Postbeamter). Im Deutschen Reich war jedoch der Zugang in die ausschließlich für den technischen Telegrafendienst bestimmten Beamtenstellen, in weiterem Umfang als bei der Post, den versorgungsberechtigten Militärpersonen vorbehalten.